# Li Shijia
Li Shijia (李诗佳S, Lǐ ShījiāP; 7 ottobre 2003) è una ginnasta cinese, vincitrice della medaglia di bronzo alla trave ai Campionati mondiali di Stoccarda 2019.

## Carriera senior

### 2019
Li Shijia ha iniziato a gareggiare a livello senior nel 2019, ottenendo il quinto posto nel concorso individuale e l'ottavo posto alla trave ai Campionati nazionali cinesi assoluti. In seguito è stata convocata per i Campionati mondiali di Stoccarda 2019, dove la Cina ha concluso la finale a squadre al quarto posto dietro Italia, Russia, e Stati Uniti d'America. Individualmente ha vinto la medaglia di bronzo alla trave, dietro la connazionale Liu Tingting e la statunitense Simone Biles, e si è piazzata al nono posto nel concorso all-around.

### 2021
A maggio partecipa ai Campionati nazionali, dove vince l'oro alla trave e il bronzo nell'all-around.
Durante la preparazione per le Olimpiadi subisce un infortunio e non viene quindi inclusa nella squadra olimpica.